# MS Norröna (schip, 2003)
MS Norröna is een veerboot van het type RoPax, geëxploiteerd door Smyril Line, gevestigd op de Faeröer. Het is de grootste veerboot van de Faeröer. Het schip onderhoudt het hele jaar rond een wekelijkse verbinding tussen Hirtshals (Denemarken) en de thuishaven Tórshavn (Faeröer). Van half maart tot eind november wordt deze verbinding uitgebreid met een overtocht vanaf Tórshavn naar Seyðisfjörður (IJsland), en in het hoogseizoen is er bovendien nog een extra wekelijkse overtocht tussen Hirtshals en Tórshavn.

## Geschiedenis

### Norröna(1973)
De voorganger van dit schip, de 'oude' Norröna, werd gebouwd in 1973 met de oorspronkelijke naam 'Gustav Wasa'. In 1984 werd zij omgedoopt tot Norröna en onderhield jarenlang een verbinding tussen Denemarken, de Faeröer, IJsland en Noorwegen. Soms deed ze ook de Shetlandeilanden aan. Dit schip vaart anno 2024 nog steeds, onder de naam Logos Hope.

### Norröna(2003)

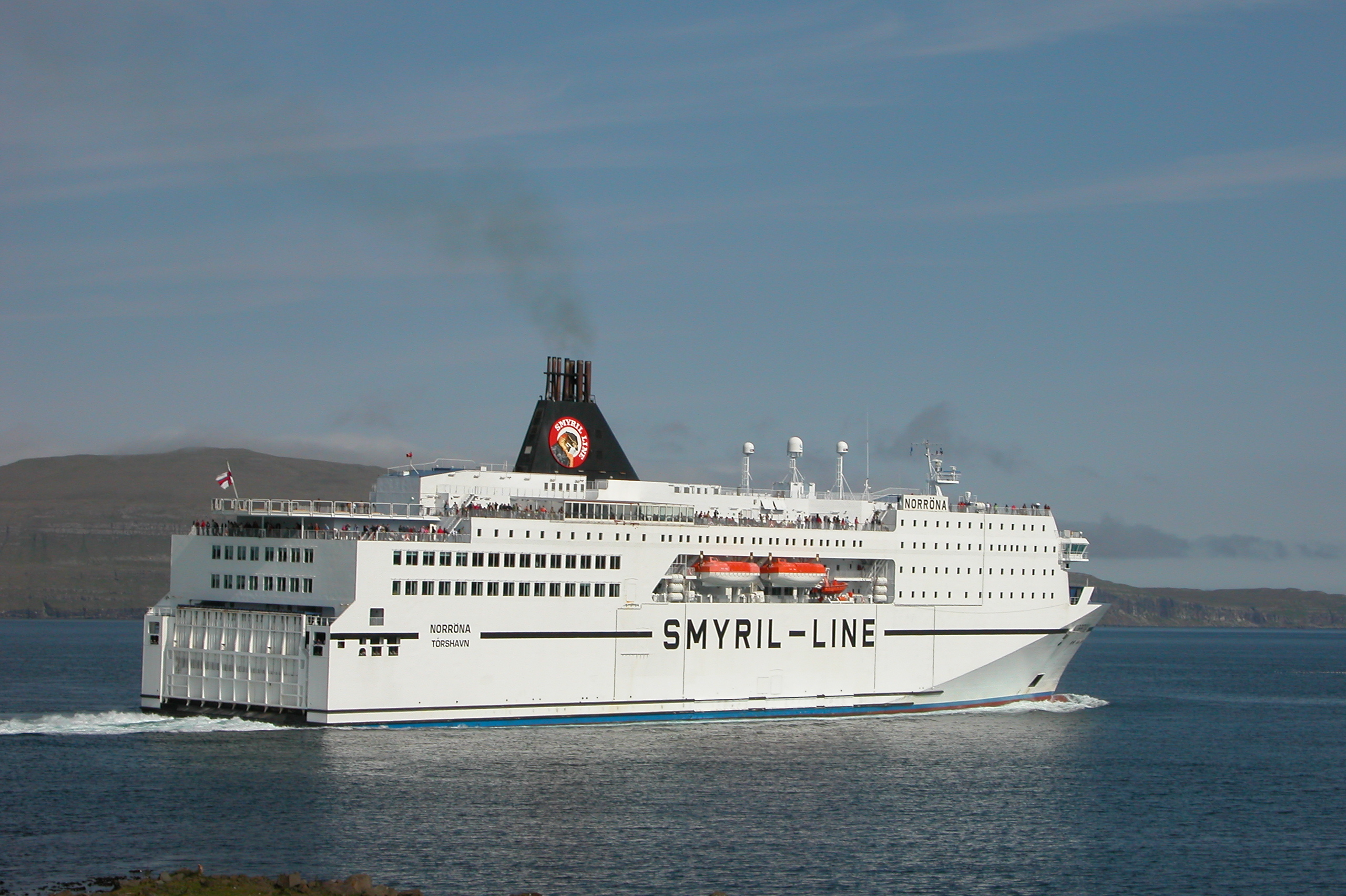
Norröna in 2007

In 2003 werd op de scheepswerf Flender-Werke in het Duitse Lübeck de nieuwe Norröna gebouwd. Het was het laatste schip dat werd gebouwd bij deze scheepswerf voordat deze failliet ging. Het schip had haar 'maiden voyage' in april 2003. Dit schip, met een capaciteit van 800 auto's of 130 vrachtwagens, en 1500 passagiers, heeft een totale lengte van 165 meter en een breedte van 30 meter. De kruissnelheid is ongeveer 21 knopen (39 km/u). Het schip heeft 318 passagiershutten en 72 bemanningshutten. Het heeft drie restaurants, twee cafés/bars, een taxfree-winkel, een kleine bibliotheek, een zwembad, een voetbalveld, een kleine bioscoop, een fitnessruimte, en enkele hottubs. Vanwege de vaak ruwe zee waarover het schip vaart, heeft het geen boegdeur: alle voertuigen moeten aan de achterzijde naar binnen rijden, maken een draai en gaan er ook weer aan de achterzijde uit. Het schip heeft een helidek.
In 2020/2021 kreeg het schip een grote opknapbeurt, waarbij onder andere een panorama-restaurant bovenop de hoogste verdieping werd geplaatst.
De Norröna is de enige manier om met de auto vanaf het Europese vasteland naar de Faeröer of IJsland te reizen. Het schip onderhoudt een dienstregeling van een overtocht in beide richtingen per week. Aanvankelijk gebeurde dat het hele jaar rond, maar inmiddels vaart het schip tussen eind november en half maart niet meer heen en weer naar IJsland.

## Incident
In november 2007 verloor de Norröna vermogen tijdens zwaar weer in de buurt van de Shetlandeilanden; de boot begon te rollen, en 80 auto's op het autodek raakten beschadigd. Het schip werd genoodzaakt om een noodstop te maken in Lerwick voor een noodreparatie aan de zwaar beschadigde stabilisatoren.